# اوپامانا
اوپامانا (انگلیسی: Upamāṇa)، قیاس در مقام تشبیه شیئی به شیء دیگر به کار می‌رود. می‌گویند: این قیاس آن است، یعنی شبیه آن است.

## قیاس و تشابه
قیاس و تشابه (Upamāṇa) یکی از مآخذ شناخت (pramanani) و علم شییء است (sadhya) که بر اثر تشابه آن با شیء دیگری که قبلاً دانسته شده بود حاصل می‌گردد.

## مثال
اگر مردی که قبلاً «گاوی» را دیده، به جنگل برود و یک گراز وحشی ببیند، شباهت این دو حیوان را ادراک می‌کند. شناخت حاصله از مقایسه بین گاو و گراز وحشی، که متعاقب شباهت صوری بین این دو جانور به وجود آمده، قیاس و تشابه (Upamāṇa) است و آن را مأخذ جداگانهٔ شناخت تشخیص می‌دهند.
علت اینکه این مبحث را مأخذ جدید شناخت می‌دانند این است که به علت دیدن گراز وحشی، ما شباهت آن را با چیزی «گاو» می‌سنجیم که در هنگام ادراک گراز وحشی، وجود خارجی ندارد. این قیاس از سوی دیگر فقط به خاطر آوردن نیست، زیرا هنگامی که گاو مشاهده شد، گراز وحشی هنوز دیده نشده بود، و بالنتیجه شباهت آن دو نیز تا آن هنگام ادراک نگردیده بود تا به صورت «تأثر ذهنی» درحافظه مضبوط و منطبع بماند و حال به فعالیت بگراید. چون این تشابه دیده نشده پس آن در ذهن نقش نبسته‌است تا به مدد حافظه احیاء بگردد و باید تصور کرد که این مبحث تازه است و باز شناسائی نیست.